# Россия на зимних Олимпийских играх 2010

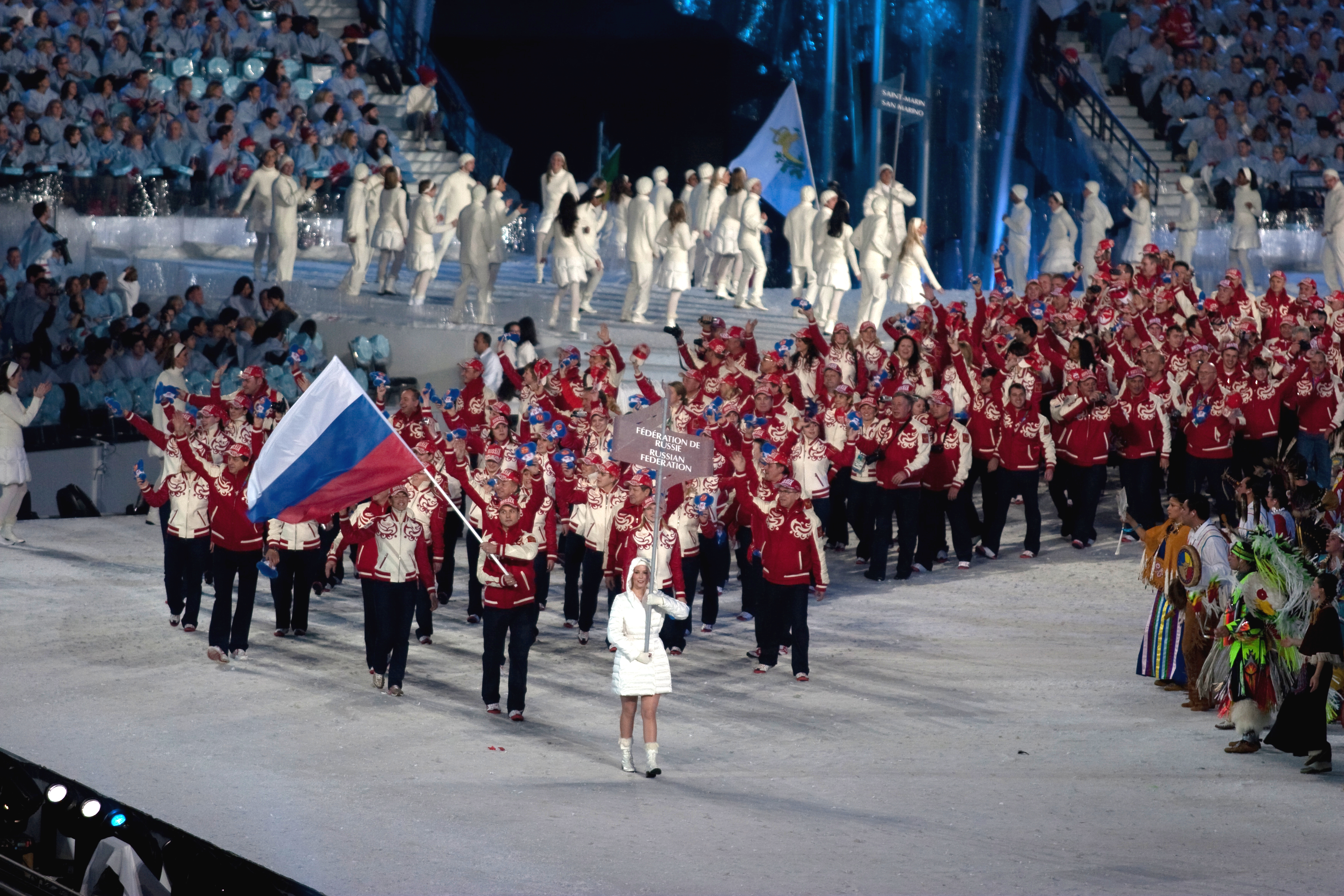
Российские спортсмены на церемонии открытия Олимпиады

Россия на зимних Олимпийских играх 2010 была представлена в семи видах спорта. Отдельной командой Россия пятый раз принимала участие в зимней Олимпиаде. Сборная страны заняла самое низкое место и завоевала наименьшее число золотых медалей за всю историю участия в зимних Олимпиадах.
Государственные премии составили за золотую медаль — 100 000 евро, за серебряную — 60 000 евро, за бронзовую — 40 000 евро. При этом тот, кто сумел бы выиграть 2 золотые медали, был бы премирован суммарно 1 миллионом долларов. За последние 2 зимние Олимпиады выиграть сразу 2 золота удалось только биатлонистке Светлане Ишмуратовой (2006). Спонсоры ОКР по традиции подарили отличившимся атлетам автомобили.
Знаменосец сборной России на церемонии открытия — Алексей Морозов, капитан сборной России по хоккею с шайбой и казанского хоккейного клуба «Ак Барс». Третий раз подряд (2006, 2008 и 2010) на церемониях открытия летних и зимних Олимпийских игр флаг России нёс спортсмен, не выигравший к этому моменту ни одной золотой олимпийской медали. До этого на 6 Олимпиадах (1994—2004), в которых Россия участвовала как независимое государство, флаг несли только олимпийские чемпионы.
Россию в Ванкувере представляли 176 спортсменов в 7 видах спорта. Более четверти из них — хоккеисты (23 человека в мужской и 21 в женской сборной).
По словам президента Олимпийского комитета России Леонида Тягачёва на Олимпийских играх 2010 года спортсмены из России могут побороться за третье место в неофициальном медальном командном зачёте, получив 50 медалей (с учётом командных дисциплин), из которых 7 — золотых. Хотя за 10 месяцев до Олимпиады в апреле 2009 он заявлял, что, по его мнению, на этих Олимпийских играх 40 спортсменов из России могут получить медали. Эту же цифру непосредственно перед Олимпиадой назвал 3 февраля 2010 года министр спорта и туризма России Виталий Мутко. В итоге россияне с учётом командных видов выиграли в Ванкувере 25 медалей при 15 занятых призовых местах.
В состав сборной России вошли 5 олимпийских чемпионов: Евгений Плющенко, Ольга Медведцева, Ольга Зайцева, Анна Богалий-Титовец, Евгения Медведева-Арбузова. Медведцева является олимпийской чемпионкой 2002 года, остальные — 2006 года. Только Плющенко и Медведцева выигрывали золото в индивидуальных дисциплинах.
Олимпиада в Ванкувере стала для саночника Альберта Демченко шестой подряд в его карьере; из граждан России подобное достижение имеет лишь Сергей Чепиков.
Впервые в своей истории сборная России осталась без золотых наград в фигурном катании. На 4 предыдущих Олимпиадах (1994—2006) россияне завоёвывали не менее 2 золотых медалей в этом виде спорта (3 в 1994 году, 3 в 1998 году, 2 в 2002 году и 3 в 2006 году). В Ванкувере россияне выиграли 1 серебро и 1 бронзу.

### 

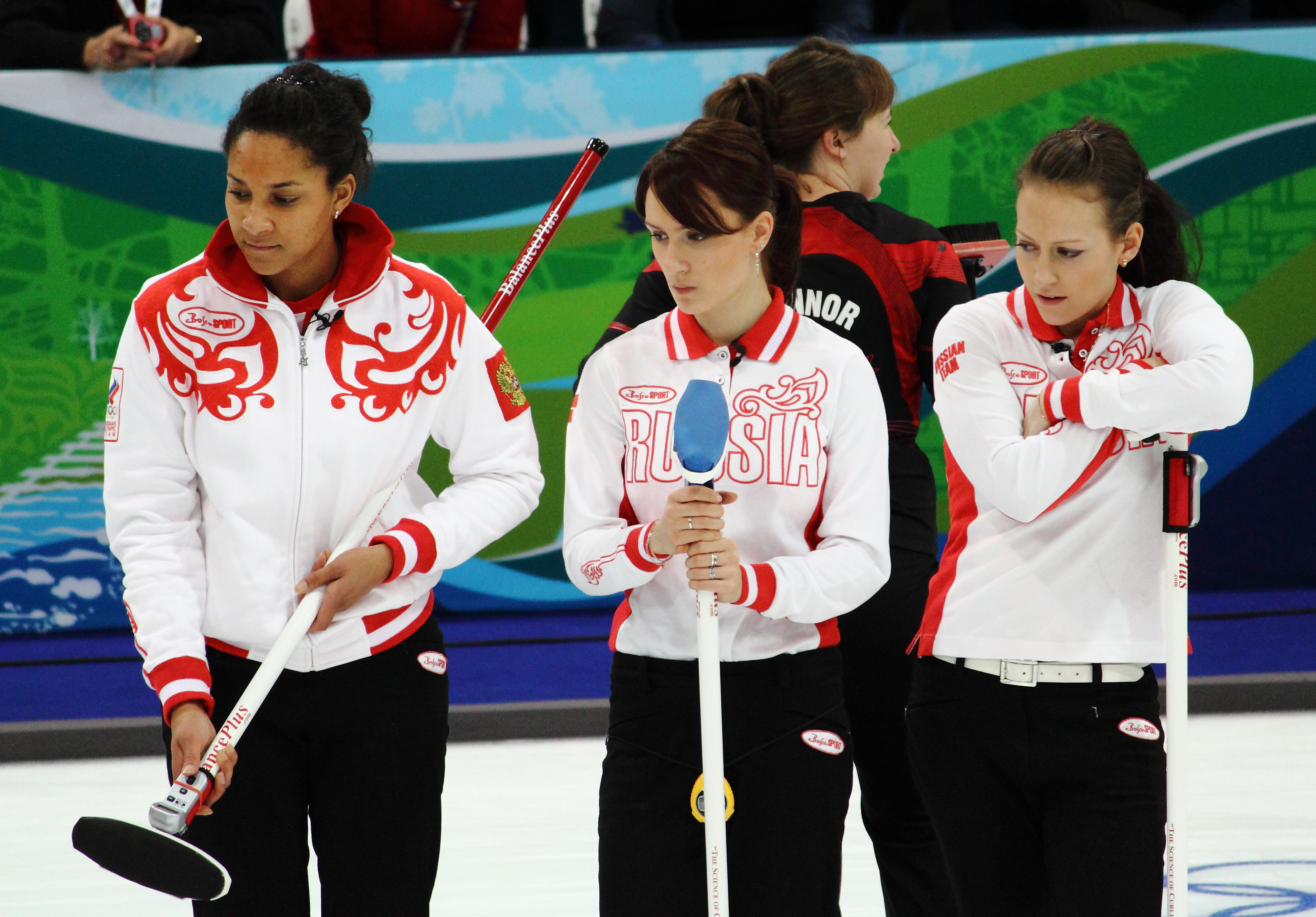
Кира Езех, Анна Сидорова, Екатерина Галкина на игре со сборной Германии, 16 февраля 2010

## Медали по видам спорта
| Спорт              | Золото | Серебро | Бронза | Всего |
| ------------------ | ------ | ------- | ------ | ----- |
| Биатлон            | 1      | 1       | 1      | 3     |
| Лыжные гонки       | 1      | 1       | 2      | 4     |
| Фигурное катание   | 0      | 1       | 1      | 2     |
| Конькобежный спорт | 0      | 1       | 1      | 2     |
| Сноуборд           | 0      | 1       | 0      | 1     |
| Бобслей            | 0      | 0       | 1      | 1     |
| Скелетон           | 0      | 0       | 1      | 1     |